# クレードル (コンピュータ)
クレードル（英: cradle）とは、主に携帯電話を始めとする携帯情報機器を直接USB等の規格コネクター類に接続することなく充電やデータ転送、あるいは拡張を行う拡張機器。英語のCradle（ゆりかご）に由来。
一般に、携帯電話（スマートフォンを含む）、PDA、携帯音楽プレーヤー機器（主にシリコンオーディオ）、大型のものになるとノートパソコンなどに対しても用いられるが、ノートパソコン用のものはドッキングステーション、ポートリプリケータなどと呼び、区別される。単に充電機能のみのものを卓上ホルダなどと呼ぶ。

## 概要

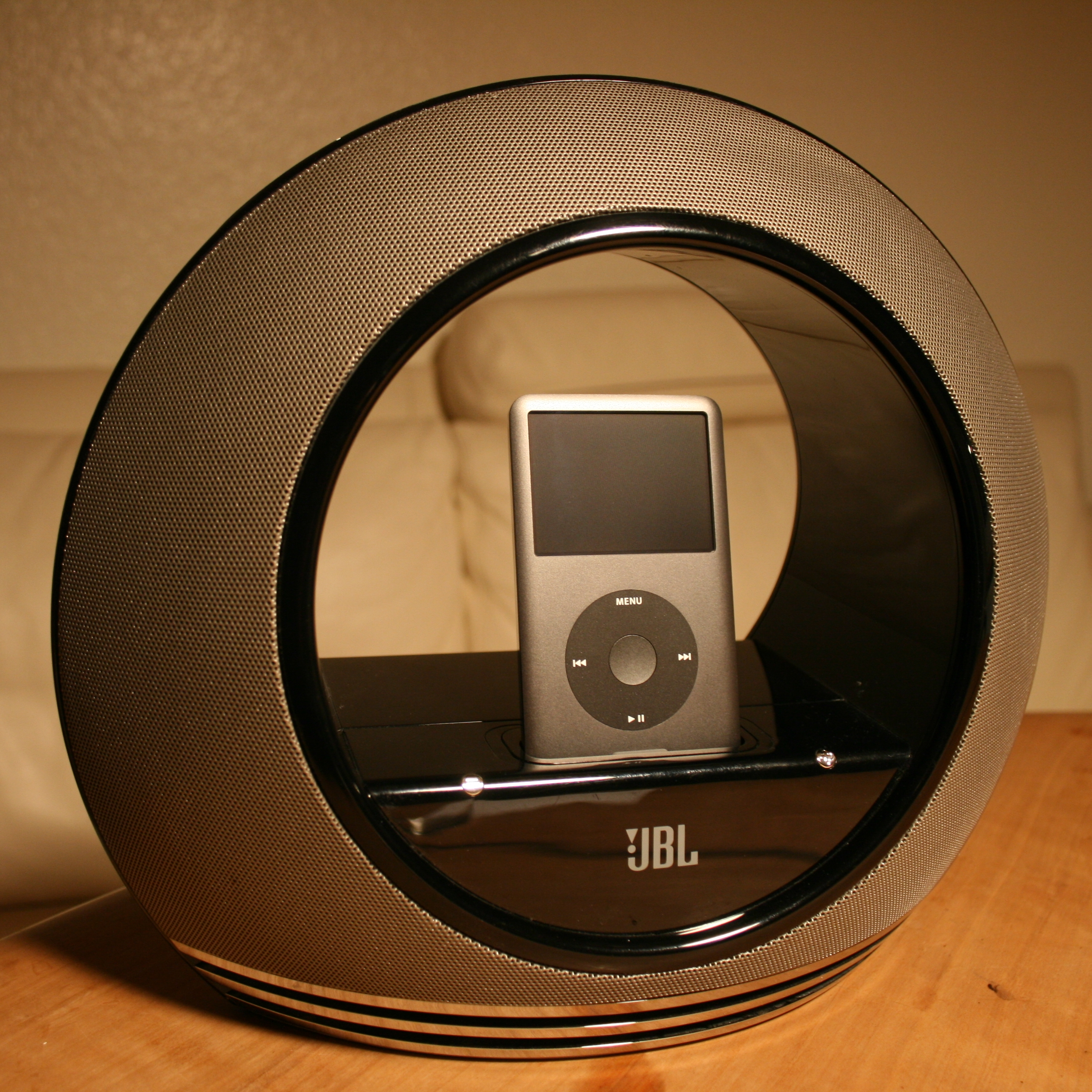
JBL社製のiPodドッキング・ステーション

携帯電話やノートパソコンは、種類によっては、頻繁にデータの同期や、あるいは充電を要するものがあり、その際の接続の手間を最小限にとどめるために、クレードルを標準で設定したり、あるいはオプションで設定する製品がある。これらを使用する利点として、セットするだけでデータの同期が出来、また機器によってはクレードルにUSB等の拡張ポートを備え、機器をセットした段階であらかじめ接続しておいたキーボードが使えるようになる、といったことも可能である。
また、ノートパソコン用の大型クレードルの中にはそれ自体に光学メディアドライブや、フロッピーディスクドライブが装備されているものも存在する。詳しくはドック (コンピュータ)を参照。

## 卓上ホルダ

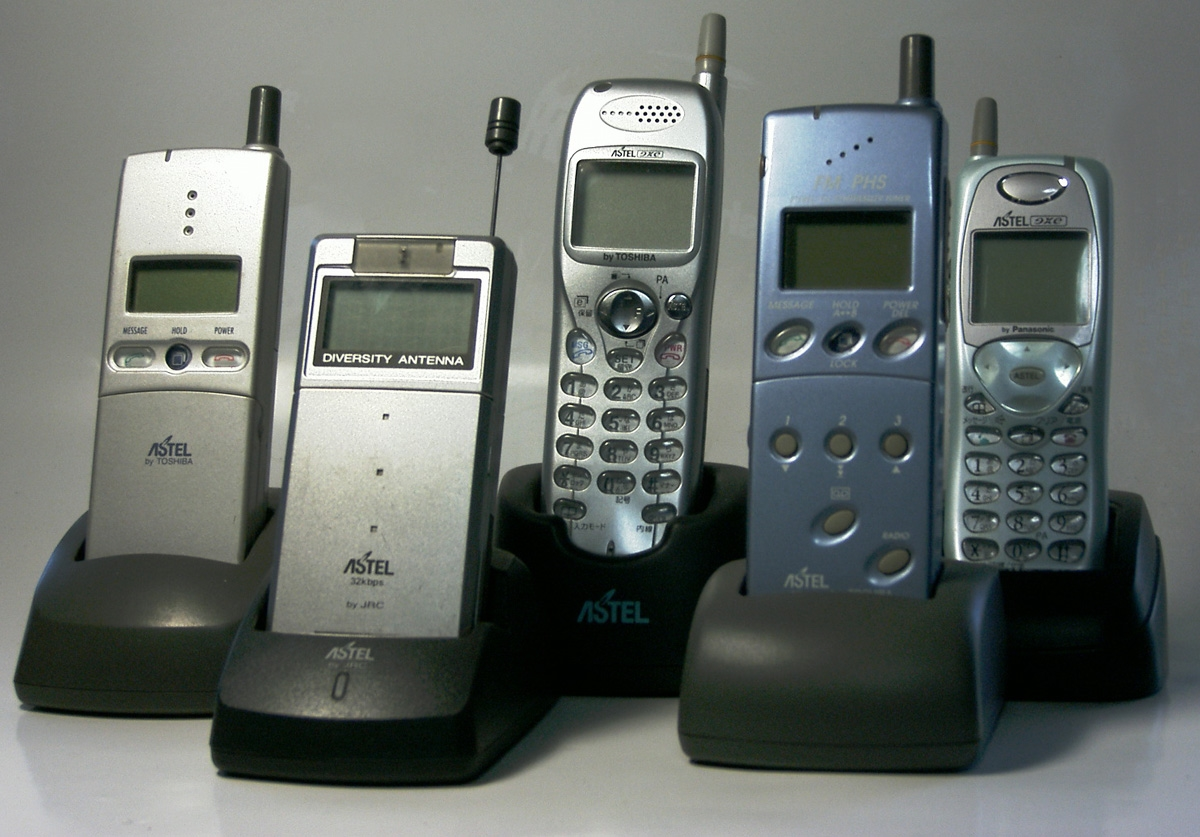
アステルPHS端末の充電台

データ転送機能や拡張ポートを持たないものを一般に卓上ホルダと称する。
主に、携帯電話やPHS、コードレス電話、無線機等の充電用途に用いられ、いずれも頻繁な充電を必要とする機器である。特に携帯電話においては、充電用途に外部接続端子を用いた結果破損に至る例が見られ、また近年は防水機能の実装などで、頻繁な外部接続端子の利用は本体機能を損ねる可能性がある為、携帯電話各社はこれらのオプション商品を購入、利用する事を推奨している。